# بطولة العالم لسباق الدراجات على الطريق 1970
بطولة العالم لسباق الدراجات على الطريق 1970 هي الدورة ال43 من بطولة العالم لسباق الدراجات على الطريق، أجريت في لستر، المملكة المتحدة.

## برنامج المسابقات
رجال
- سباق الطريق ضد الساعة.
- سباق الطريق ضد الساعة للفرق.

سيدات
- سباق الطريق المداري.

## النتائج النهائية
| المسابقة              | ذهبية                    | فضية                      | برونزية                   |
| --------------------- | ------------------------ | ------------------------- | ------------------------- |
| الرجال                |                          |                           |                           |
| سباق الطريق ضد الساعة | جان بيير مونسري (بلجيكا) | ليف مورتنسن (الدنمارك)    | فيليتشي جيموندي (إيطاليا) |
| الفريق البطل          | الاتحاد السوفيتي         | Czechoslovakia            | هولندا                    |
| السيدات               |                          |                           |                           |
| سباق الطريق المداري   | Anna Konkina (URS)       | Morena Tartagni (إيطاليا) | Raisa Obodovskaia (URS)   |